# امانی‌ریدیس یکم
امانی‌ریدیس یکم (انگلیسی: Amenirdis I؛ نام تاج و تخت: حتنفرموت) همسر خدای آمون در مصر باستان در دوران حکمرانی دودمان بیست و پنجم مصر بود. او که از پادشاهی کوش می‌آمد، دختر فرعون کاشتا و ملکه پباتما و احتمالا خواهر پیعنخی بود و بعداً توسط شپنوپت یکم در تِبِس به فرزندخواندگی پذیرفته شد. او به عنوان کاهنهٔ اعظم سلطنت کرد و در چندین اثر از آن دوره، نام و نشانش ثبت شده است.